# Armée arabe libanaise
L'Armée arabe libanaise – LAA ( arabe : جيش لبنان العربي translittération Jayish Lubnan al-Arabi ), également connue sous le nom d'Armée arabe du Liban (AAL), était une faction dissidente à prédominance musulmane mais d'idéologie laïque de l'armée libanaise qui est venue jouer un  rôle clé dans la phase 1975-1977 de la guerre civile libanaise.

## Emblème

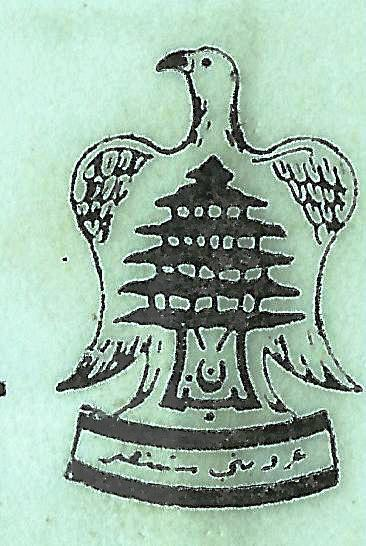
Emblème de la AAL (1976-78).

Lors de sa création en janvier 1976, la AAL a adopté comme emblème un insigne représentant un aigle aux ailes repliées et un cèdre du Liban au centre, tenant un parchemin sur ses griffes en dessous, qui représente l'idéologie du groupe Militant. L'aigle lui-même symbolise le panarabisme, tandis que le cèdre représente le Liban, tandis que le tronc de l'arbre représente le « Liban » écrit en calligraphie arabe. Dans le parchemin du bas se trouve une citation en arabe qui se traduit par « Mon arabisme prévaudra ».
La devise « Armée arabe libanaise » écrite en écriture arabe était souvent peinte ou pulvérisée à la hâte par les troupes de la LAA sur la coque et la tourelle de leurs véhicules blindés et chars, ainsi que sur la carrosserie de leurs véhicules de transport,,,,.

## Origines
Le 21 janvier 1976, à la caserne Elias Abou Sleiman à Ablah, district de Zahlé, dans la vallée de la Bekaa, 900 soldats musulmans libanais servant dans la 1re Brigade blindée (alias la « Première Brigade ») ont refusé de lutter contre leurs coreligionnaires du Mouvement national libanais. (LNM) et se sont mutinés sous la direction du lieutenant Ahmed Al-Khatib, un officier de char qui commandait à l'origine une compagnie blindée de 40 hommes à Rashaya, et a exhorté ses compatriotes musulmans à déserter,,. La mutinerie s'est rapidement étendue à d'autres casernes et garnisons de l'armée dans la partie sud de la Bekaa et de Jabal Amel – y compris le château stratégique de Beaufort, Rashaya, Aramoun, Marjayoun, Khiam, Nabatieh et Sidon,, – et en un mois, le lieutenant Khatib avait rallié à sa cause quelque 2 000 à 3 000 soldats de la première brigade, bien équipés en armes lourdes (y compris des chars et de l'artillerie). Ils sont devenus le noyau de la nouvelle Armée arabe libanaise (AAL), officiellement créée le 31 janvier, qui s'est rapidement ralliée à l'alliance MNL – Organisation de libération de la Palestine (OLP) combattant le Front libanais de droite chrétienne. les milices sur la guerre civile libanaise en cours et le 3 février , la LAA a publié son Manifeste qui promouvait un programme politique centré sur l'arabisme du Liban, la démocratisation et la laïcisation,,.
Le lieutenant Khatib était un dissident musulman sunnite pro- palestinien soutenu par le Front du rejet et la Libye, et était lui-même idéologiquement aligné sur le mouvement libanais nassériste Al-Mourabitoun dirigé par Ibrahim Kulaylat, le mouvement Union socialiste arabe (ASU) dirigée par Abd al-Rahim Mrad et le Parti socialiste progressiste (PSP) dirigé par le chef druze Kamal Joumblatt,.

## Structure et organisation
Basée à la caserne Hasbaya dans la vallée de la Bekaa, la LAA comptait à son apogée quelque 4 400 réguliers en uniforme (bien que d'autres sources mentionnent un total de seulement 2 000). L'identité confessionnelle des soldats était principalement des musulmans chiites du sud du Liban et de Baalbek-Hermel, des musulmans sunnites du Nord et des Druzes du Chouf.
Étant d'orientation panarabiste et laïque radicale, la LAA a reçu une aide financière et matérielle du Fatah, de l'Irak et de la Libye.

## L'AAL dans la guerre civile libanaise 1976-77

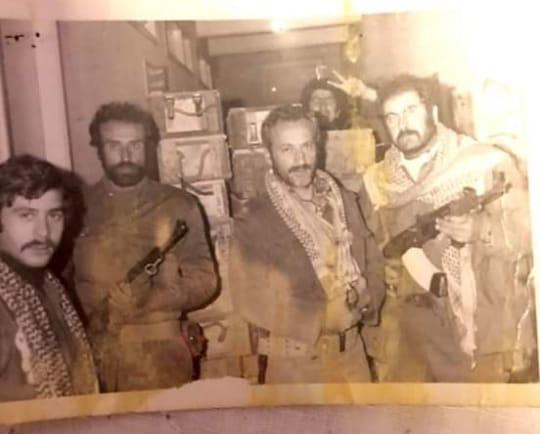
Le Major Ahmad Ma'amari avec des soldats de la LAA armés de fusils d'assaut AK-47, vers 1976.

Étroitement alliée aux milices de la gauche nationaliste du Mouvement national libanais et aux factions de guérilla de l'Organisation de libération de la Palestine (OLP), l'AAL a combattu les milices de droite du Front libanais et de l'Armée du Liban libre à Beyrouth, mais ils ont également combattu dans la vallée de la Bekaa et dans les districts du nord et du sud du Liban,,,.
Entre janvier et mars 1976, au cours de l'épisode connu sous le nom de « guerre des casernes », le lieutenant Khatib et ses soldats rebelles ont réussi à s'emparer de certaines parties des régions de la Bekaa et du sud du Liban, ainsi que de la ville portuaire de Tripoli, au nord du pays, toutes des zones avec une nette majorité musulmane. Le lieutenant Khatib a affirmé plus tard que sa faction LAA contrôlait plus de 80 pour cent du territoire libanais et se trouvait à seulement 10 km de Jounieh, la « capitale » officieuse du Marounistan, une enclave créée par les milices du Front libanais à prédominance maronite à la fin de 1976.
Le 5 mars 1976, une unité de la LAA sous le commandement du major Ahmad Ma'amari a affronté la faction dissidente de l'Armée libanaise, forte de 200 hommes, à prédominance chrétienne, de l'Armée du Liban libre dans les villes d'Al-Qoubaiyat et d'Andaket dans le District du Liban Nord.
Le 15 mars, les unités stationnées à Beyrouth, dans la Bekaa et dans le nord du Liban ont annoncé leur soutien à la tentative de coup d'État manquée du général de brigade Aziz El-Ahdab contre le président Soleimane Frangié et, au cours du processus, Après la bataille des Hôtels plus tard dans le mois, la LAA a fourni un soutien blindé et d'artillerie aux forces conjointes MNL-OLP et à la milice chiite du Mouvement Amal lors de leur offensive totale contre les positions des milices de droite du Front libanais dans le centre de Beyrouth . Le 21 mars, un assaut majeur mené par des unités spéciales palestiniennes de « Commando » de l'OLP utilisant des véhicules blindés prêtés par la LAA et soutenus par les milices musulmanes de gauche a finalement réussi à déloger les Forces de régulation Kataeb de droite chrétienne de l'Holiday Inn, en le quartier des Hôtels.
Fin mars-début avril 1976, la LAA et la milice des Forces populaires de libération druzes ont combattu les unités des Forces de sécurité intérieure et de l'Armée du Liban libre lors d'une tentative infructueuse de raid contre le quartier général de l'AFL au Complexe de la caserne Shukri Ghanem dans le quartier de Fayadieh à Beyrouth Est,.
En plus de s'engager dans des opérations de combat aux côtés de la milice de l'Union socialiste arabe et de la gendarmerie arabe libanaise, la AAL a également participé à la formation de la milice d'Al-Mourabitoun.

## Déclin et dissolution
L'opposition de Khatib à l'intervention syrienne de juin 1976 au Liban a cependant marqué le début de la fin pour sa faction l'AAL. Bien que l'AAL ait opposé une vive résistance – notamment lors de la bataille de Bhamdoun dans le district du Chouf entre le 13 et le 17 octobre 1976, où elle et ses alliés de l’OLP, d’Al-Mourabitoun et du FPL druze ont infligé de lourdes pertes à la 3e division blindée syrienne,,, son nombre est tombé à quelques centaines à la fin de l'année, car de nombreux soldats de Khatib ont déserté après avoir réalisé qu'ils avaient été joués et utilisés par l'OLP. Le principal d'entre eux était le major Ahmad Ma'amari, qui avait fait défection début juin avec ses troupes du commandement nord de l'AAL et s'était rendu aux Syriens. Plusieurs soldats druzes ont également quitté la LAA pour rejoindre la milice des Forces populaires de libération (FPL).
De plus en plus affaiblie sur le plan militaire et politiquement marginalisée, l'AAL a subi un coup final et dévastateur le 18 janvier 1977 lorsque les autorités syriennes ont invité l'ensemble des dirigeants de l'AAL – Khatib, Ghotaymi, Manssour, Hamdan et Addam – à une réunion avec le président Hafez al-Assad à Damas. Cependant, après avoir traversé la frontière syrienne, ils ont été immédiatement arrêtés et détenus secrètement dans la tristement célèbre prison militaire de Mezzeh. Après avoir passé entre 18 et 24 mois en prison, ils furent ensuite libérés le 8 octobre 1978 à condition de démissionner de leurs commissions et de s'abstenir de toute activité politique et militaire par la suite. Leur rôle politique ayant pris fin, et elle a été dissoute (les officiers syriens qui avaient déserté vers l'AAL l'année précédente ont été arrêtés et fusillés), leurs officiers et hommes de troupe étant simplement renvoyés sans recevoir aucune punition ni sanction. Première Brigade, qui a été réincorporée à l'ordre de bataille officiel de l'armée libanaise en février 1977.
Cependant, en juin de la même année, sur l'insistance du ministre libanais de la Défense et des Affaires étrangères de l'époque, Fouad Boutros, plusieurs anciens officiers de l'AAL furent officiellement démis de leurs fonctions de l'armée libanaise, notamment les majors Ahmad Ma'amari et Ahmad Boutari, les lieutenants Ahmed Al-Khatib, Mouin Hatoum et Omar Abdallah, ainsi que le sous-lieutenant Bassam al-Idilbi.